# Winong (Boyolali)
Winong is een bestuurslaag in het regentschap Boyolali van de provincie Midden-Java, Indonesië. Winong telt 6549 inwoners (volkstelling 2010).